# Danish Junior Cup
Das Danish Junior Cup ist eine Turnierserie für Nachwuchsspieler im Badminton, welche jährlich für unterschiedliche Altersklassen an verschiedenen Orten in Dänemark ausgetragen wird. Die Hauptwettkämpfe bestehen aus den Mannschaftsbegegnungen der dänischen Regionen untereinander sowie im Wettstreit mit Nachwuchsnationalmannschaften anderer Länder. Begleitend dazu werden Einzelturniere ausgetragen. Nachdem es um den Danish Junior Cup unruhig wurde, startete der dänische Badmintonverband im Jahr 2021 das Denmark Juniors.

## Die Mannschaftssieger
| Saison | U19               | U17               | U15               | U13               |
| ------ | ----------------- | ----------------- | ----------------- | ----------------- |
| 1984   | England           | København         | nicht ausgetragen | nicht ausgetragen |
| 1985   | Sjælland          | København         | nicht ausgetragen | nicht ausgetragen |
| 1986   | Jylland           | Jylland           | nicht ausgetragen | nicht ausgetragen |
| 1987   | Sjælland          | Jylland           | nicht ausgetragen | nicht ausgetragen |
| 1988   | Niederlande       | Jylland           | Sjælland          | nicht ausgetragen |
| 1989   | Jylland           | Jylland           | Sjælland          | nicht ausgetragen |
| 1990   | England           | Sjælland          | England           | nicht ausgetragen |
| 1991   | Sjælland          | Sjælland          | Jylland           | nicht ausgetragen |
| 1992   | Sjælland          | Jylland           | Jylland           | nicht ausgetragen |
| 1993   | Jylland           | Jylland           | Jylland           | nicht ausgetragen |
| 1994   | England           | Jylland           | Jylland           | nicht ausgetragen |
| 1995   | Jylland           | Jylland           | Jylland           | nicht ausgetragen |
| 1996   | nicht ausgetragen | nicht ausgetragen | nicht ausgetragen | nicht ausgetragen |
| 1997   | Deutschland       | Jylland           | Jylland           | nicht ausgetragen |
| 1998   | England           | Jylland           | Deutschland       | nicht ausgetragen |
| 1999   | Deutschland       | Deutschland       | Sjælland          | nicht ausgetragen |
| 2000   | Sjælland          | Deutschland       | Jylland           | nicht ausgetragen |
| 2001   | Jylland           | Jylland           | Jylland           | nicht ausgetragen |
| 2002   | Jylland           | England           | Jylland           | nicht ausgetragen |
| 2003   | England           | Deutschland       | England           | nicht ausgetragen |
| 2004   | England           | Jylland           | Sjælland          | nicht ausgetragen |
| 2005   | England           | England           | Jylland           | nicht ausgetragen |
| 2006   | Jylland           | Sjælland          | Sjælland          | nicht ausgetragen |
| 2007   | Jylland           | Sjælland          | Sjælland          | nicht ausgetragen |
| 2008   | Jylland           | Sjælland          | Jylland           | nicht ausgetragen |
| 2009   | Jylland           | Türkei            | Jylland           | nicht ausgetragen |
| 2010   | Jylland           | Jylland           | Jylland           | nicht ausgetragen |
| 2011   | nicht ausgetragen | England           | Sjælland          | Midtjylland       |
| 2012   | nicht ausgetragen | Sjælland          | Frankreich        | Sjælland          |
| 2013   | nicht ausgetragen | Kopenhagen        | Midtjylland       | Midtjylland       |
| 2014   | nicht ausgetragen | Midtjylland       | Sjælland          | Midtjylland       |
| 2015   | nicht ausgetragen | Midtjylland       | Midtjylland       | Midtjylland       |
| 2016   | nicht ausgetragen | Midtjylland       | Kopenhagen        | Midtjylland       |
| 2017   | nicht ausgetragen | Midtjylland       | Midtjylland       | Sjælland          |
| 2018   | nicht ausgetragen |                   |                   |                   |
| 2019   | nicht ausgetragen |                   |                   |                   |
| 2020   | nicht ausgetragen | nicht ausgetragen | nicht ausgetragen | nicht ausgetragen |

## Die Sieger der U19
| Saison | Herreneinzel           | Dameneinzel           | Herrendoppel                           | Damendoppel                                 | Mixed                                     |
| ------ | ---------------------- | --------------------- | -------------------------------------- | ------------------------------------------- | ----------------------------------------- |
| 2006   | Lester Oey             | Karina Jørgensen      | Christian Skovgaard Christian Larsen   | Joan Christiansen Line Damkjær Kruse        | Mads Pieler Kolding Line Damkjær Kruse    |
| 2007   | Dennis Prehn           | Anne Hald             | Mats Bue Morten Estrup                 | Samantha Barning Eefje Muskens              | Sylvain Grosjean Sandrine Callon          |
| 2008   | Søren Gravholt         | Lene Clausen          | Jacco Arends Jelle Maas                | Lotte Bonde Thilde Nørgaard Iversen         | Jacco Arends Selena Piek                  |
| 2009   | Rasmus Fladberg        | Mette Poulsen         | Kim Astrup Rasmus Fladberg             | Panuga Riou Alyssa Lim                      | Niclas Nøhr Lena Grebak                   |
| 2010   | Kasper Lehikoinen      | Line Kjærsfeldt       | Kim Astrup Rasmus Fladberg             | Audrey Fontaine Léa Palermo                 | Kim Astrup Line Kjærsfeldt                |
| 2011   | Lucas Corvée           | Line Kjærsfeldt       | Lasse Mølhede Mathias Rud Pedersen     | Sophie Brown Holly Smith                    | Russell Muns Myke Halkema                 |
| 2012   | Rasmus Grill Noes      | Anna Thea Madsen      | Mathias Christiansen David Daugaard    | Julie Finne-Ipsen Rikke S. Hansen           | Kasper Antonsen Amanda Madsen             |
| 2013   | Anders Antonsen        | Julie Finne-Ipsen     | Victor Svendsen Frederik Søgaard       | Julie Finne-Ipsen Rikke S. Hansen           | Frederik Søgaard Maiken Fruergaard        |
| 2014   | Anders Antonsen        | Julie Dawall Jakobsen | Mathias Bay-Smidt Frederik Søgaard     | Amalie Hertz Hansen Ditte Søby Hansen       | Mathias Bay-Smidt Marie Louise Steffensen |
| 2015   | Yuta Watanabe          | Julie Dawall Jakobsen | Yuta Watanabe Frederik Søgaard         | Irina Amalie Andersen Julie Dawall Jakobsen | Frederik Søgaard Sara Lundgaard           |
| 2016   | Magnus Klinggaard      | Line Christophersen   | Maxime Briot Kenji Lovang              | Amalie Magelund Freja Ravn                  | Jonas Jæger Amalie Magelund               |
| 2017   | Christo Popov          | Michelle Skødstrup    | Daniel Lundgaard Karl Thor Søndergaard | Amalie Magelund Freja Ravn                  | Daniel Lundgaard Amalie Magelund          |
| 2018   | Toma Junior Popov      | Julie Dawall Jakobsen | Jesper Toft Rasmus Kjær                | Alexandra Bøje Freja Ravn                   | Rasmus Kjær Irina Amalie Andersen         |
| 2019   | Harry Huang            | Amalie Schulz         | William Jones Brandon Yap              | Christine Busch Amalie Schulz               | Marcus Rindshøj Mette Werge               |
| 2020   | abgesagt               | abgesagt              | abgesagt                               | abgesagt                                    | abgesagt                                  |
| 2021   | Christopher Vittoriani | Edith Urell           | Natan Begga Titouan Hoareau            | Sofie Karmann Benedicte Sillassen           | William Kryger Boe Clara Løber            |
| 2022   | Christian Faust Kjær   | Benedicte Sillassen   | Christian Faust Kjær Jakob Houe        | Émilie Drouin Téa Margueritte               | Maël Cattoen Camille Pognante             |
| 2023   | William Bøgebjerg      | Naishaa Kaur Bhatoye  | David Eckerlin Simon Krax              | Anna Klausholm Maria Højlund Tommerup       | Calvin Lundsgaard Anna Klausholm          |
| 2024   | William Bøgebjerg      | Naishaa Kaur Bhatoye  | Robert Nebel Otto Reiler               | Anne Mouritsen Amanda Aarrebo Petersen      | Philip Oliver Rasmussen Jasmin Willis     |